# Piccoli brividi 2 - I fantasmi di Halloween
Piccoli brividi 2 - I fantasmi di Halloween (The Goosebumps 2: Haunted Halloween) è un film del 2018 diretto da Ari Sandel. 
La pellicola e una commedia horror e il sequel stand-alone del film Piccoli brividi (2015), basata sull'omonima serie di libri horror per ragazzi di R. L. Stine.
Piccoli brividi 2 - I fantasmi di Halloween è stato distribuito negli Stati Uniti il 12 ottobre 2018 da Sony Pictures Animation. Il film ha ricevuto recensioni contrastanti dalla critica e non ha avuto il successo del suo predecessore, incassando 93 milioni di dollari in tutto il mondo contro il suo budget di 35 milioni di dollari.
L'edizione home video è stata distribuita, semplicemente, con il titolo Piccoli brividi 2.

## Trama
Tre anni dopo il primo film, l'adolescente Sarah Quinn vive con sua madre Kathy e il fratello minore Sonny a Wardenclyffe, New York. Sarah sta tentando di entrare alla Columbia University scrivendo un saggio sulla paura. Kathy accetta di guardare l'amico di Sonny, Sam Carter, mentre suo padre va fuori città. Sonny e Sam stanno tentando di avviare un'attività di pulizia dei rifiuti e vengono chiamati dopo la scuola per pulire una casa abbandonata. All'interno, trovano un manoscritto chiuso a chiave e, curiosi, decidono di aprirlo, facendo apparire il malvagio pupazzo parlante da ventriloquo Slappy. Inconsapevolmente danno vita a Slappy pronunciando le parole magiche Karru Marri Odonna Loma Molonu Karrano nel biglietto trovato nella sua tasca. Quando lasciano la casa abbandonata, vengono interrotti dal bullo Tommy Madigan, che ruba loro il manoscritto. Poi Tommy e altri due bulli tentano di inseguirli fino a casa, ma Slappy usa i suoi poteri di psicocinesi per ostacolarli e umiliarli.
A casa, Sonny sta lavorando al suo progetto scientifico, una versione in miniatura della Wardenclyffe Tower di Nikola Tesla. Slappy poi rivela che è vivo a Sonny e Sam, e ottiene la loro fiducia usando la sua magia per fare le faccende domestici e i compiti per la scuola. Nel frattempo, Sarah va a una festa per incontrare il suo fidanzato Tyler Mitchell, ma lo vede baciare un'altra ragazza. Più tardi, Slappy sente Sarah parlare di Tyler e sabota il progetto scientifico di Sonny. Il giorno seguente, ad Halloween, Slappy usa i suoi poteri per ferire Tyler e Sonny danneggia accidentalmente il laboratorio di scienze della scuola con il suo progetto sabotato. Anche Sarah viene a sapere da Sonny e Sam che Slappy è vivo ed è colpevole di tutto, e i tre ragazzi decidono che devono liberarsene. Ciò sconvolge Slappy, che pretende di far parte della famiglia finché Sarah non lo stordisce, colpendolo con una mazza da baseball. Poi cercano di sbarazzarsene chiudendolo in una valigia e buttandolo in un lago, ma lui scappa e si aggrappa al parabrezza dell'auto di Sarah, il che manda i ragazzi nel panico. Sarah frena di colpo, facendo cadere Slappy fuori strada, ma i ragazzi non lo trovano, capendo di aver peggiorato le cose facendolo arrabbiare. 
Quella notte, trovano un articolo online sugli eventi accaduti a Madison, nel Delaware, e cercano di contattare R. L. Stine dopo aver realizzato che il libro che hanno trovato era un manoscritto inedito di Piccoli brividi chiamato Haunted Halloween (I fantasmi di Halloween nel doppiaggio italiano). Stine, che ora vive in una capanna nel bosco, vuole ignorare il loro messaggio, pensando che siano dei fan, ma prima di farlo si accorge che si tratta di una richiesta di aiuto, e ascolta che i mostri dei suoi racconti hanno preso di nuovo vita e parte per Wardenclyffe.
Nel frattempo, Slappy va in un supermercato locale e usa la sua magia per dare vita ai costumi e alle decorazioni di Halloween, tra cui alcuni a tema Piccoli brividi, compresi il mostro delle nevi e il lupo della palude. Inoltre, trasforma un dipendente del negozio di nome Walter in un orco gobbo usando la maschera maledetta. Poi Slappy si reca alla torre Wardenclyffe e la usa per amplificare la sua magia. 
Sarah, Sonny e Sam recuperano il libro dalla casa di Tommy mentre tutte le decorazioni di Halloween della città prendono vita. Il trio scopre che il libro può intrappolare i mostri all'interno. Tuttavia, il libro viene rubato e Kathy viene rapita dai mostri. Il vicino di casa dei ragazzi, il signor Chu, un fan dei Piccoli brividi, li aiuta a creare travestimenti mostruosi per navigare in sicurezza nella città. I ragazzi si dirigono verso la Wardenclyffe Tower mentre Stine arriva in città. Alla torre, i ragazzi incontrano Slappy e Walter e scoprono che Slappy ha trasformato Kathy in un manichino vivente. Sonny e Sam sovraccaricano il reattore mentre in cima alla torre Sarah combatte Slappy, che lo sconfigge dandogli un calcio nella bobina elettrificata che lo lancia in cielo. Sarah apre il libro e lo combina con l'energia del reattore per risucchiare tutti gli altri mostri nel manoscritto, riportando anche Kathy e Walter alla normalità. Stine arriva, si congratula con loro per aver sconfitto i mostri e dà a Sarah consigli per scrivere il suo saggio.
Qualche tempo dopo, Kathy e Walter iniziano a frequentarsi. Sonny vince la fiera della scienza e Sarah riceve un'e-mail che dice che è entrata alla Columbia University. Di nuovo nella cabina di Stine, appare Slappy. Rivela che è sopravvissuto e ha scritto un libro tutto suo in cui Stine è il personaggio principale. Quindi apre il suo manoscritto, succhiando Stine all'interno.

## Produzione
Il 2 settembre 2015, è stato riferito che un sequel del film Piccoli brividi era già in fase di pianificazione, con Sony alla ricerca di uno sceneggiatore. Il 17 gennaio 2017, Rob Letterman ha confermato che sarebbe tornato come regista per il sequel. Il 6 febbraio 2017, è stato annunciato che la data di uscita del film era stata posticipata al 21 settembre 2018, prendendo la data precedentemente fissata da Hotel Transylvania 3 - Una vacanza mostruosa.
Nel novembre 2017, Rob Lieber è stato chiamato per scrivere la sceneggiatura. Nel dicembre 2017, Ari Sandel è stato annunciato come regista al posto di Letterman, poiché quest'ultimo era impegnato a dirigere Pokémon: Detective Pikachu. Variety ha riferito che erano state scritte due sceneggiature: una in cui Jack Black avrebbe ripreso il ruolo di R.L. Stine, mentre l'altra aveva completamente escluso Black. Nel dicembre 2017, la data di uscita del sequel è stata posticipata al 12 ottobre 2018.
Il film è stato successivamente ribattezzato Goosebumps: Slappy's Revenge, e i suoi nuovi membri principali del cast sono stati impostati come Madison Iseman, Ben O'Brien, Caleel Harris e Jeremy Ray Taylor (O'Brien non è apparso nel film finito). Ken Jeong, Chris Parnell e Wendi McLendon-Covey si sono uniti il mese successivo. Le riprese sono iniziate il 7 marzo e nell'aprile 2018 il titolo è stato ribattezzato di nuovo, Haunted Halloween.
Inizialmente è stato affermato dai rappresentanti della Sony che Avery Lee Jones, che ha interpretato Slappy nel film, avrebbe anche doppiato il personaggio. Jack Black è tornato per il film come Stine, e in seguito è stato riferito che Mick Wingert avrebbe effettivamente doppiato Slappy.

## Distribuzione
La pellicola è stata distribuita nelle sale cinematografiche statunitense il 12 ottobre 2018 e in quelle italiane a partire dal 18 ottobre 2018.

## Accoglienza

### Incassi
Il film ha incassato $ 46,7 milioni negli Stati Uniti e in Canada e $ 46,6 milioni in altri territori, per un totale mondiale lordo di $ 93,3 milioni, contro un budget di produzione di $ 35 milioni. Negli Stati Uniti e in Canada, il film è stato distribuito insieme a First Man e 7 sconosciuti a El Royale, e nel weekend di apertura avrebbe incassato 15-21 milioni di dollari da 3.521 sale.
Il film ha incassato 4,9 milioni di dollari nel suo primo giorno, inclusi 750.000 dollari dalle anteprime del giovedì sera, contro i 600.000 dollari del primo film. Ha continuato a debuttare a $ 15,8 milioni (in calo del 33% dall'apertura del primo film di $ 23,6 milioni), finendo quarto al botteghino, dietro Venom, A Star Is Born e First Man. Il film è sceso del 38% nel suo secondo fine settimana, a $ 9,7 milioni, rimanendo al quarto.
Il film è uscito nel Regno Unito il 19 ottobre 2018 e ha debuttato al terzo posto, dietro A Star Is Born e Halloween.
Ha incassato un totale di $ 93 milioni in tutto il mondo.

### Critica
Il film ha ricevuto recensioni contrastanti da parte della critica.
Su Rotten Tomatoes, ha un indice di gradimento del 47% basato su 95 recensioni, con una valutazione media di 5,40/10. Il consenso della critica del sito web recita: "Goosebumps 2: Haunted Halloween offre una manciata di prelibatezze per gli spettatori molto giovani, ma rispetto al divertente originale, questo sequel è un ding dong da abbandonare".
Su Metacritic, il film ha una ponderata punteggio medio di 53 su 100, basato su 20 critici, che indica "recensioni miste o medie".
Il pubblico intervistato da CinemaScore ha assegnato al film una B come voto medio su una scala da A + a F, in calo rispetto alla "A" ottenuta dal primo film.